# Agnieszka Szymańczak
Agnieszka Szymańczak (* 11. November 1984 in Bielsko-Biała) ist eine ehemalige polnische Skilangläuferin.

## Werdegang
Szymańczak nahm von 2001 bis 2014 an Wettbewerben der Fédération Internationale de Ski teil. Ab 2006 trat sie vorwiegend beim Slavic Cup an, bei den sie sieben Rennen gewann und in der Saison 2011/12 den ersten Platz in der Gesamtwertung belegte. Ihr erstes von insgesamt 20 Weltcuprennen lief sie im November 2010 in Gällivare, das sie mit dem 83. Platz über 10 km Freistil beendete. Ihre besten Ergebnisse bei den nordischen Skiweltmeisterschaften 2011 in Oslo waren der 47. Rang im 30-km-Massenstartrennen und der achte Rang in der Staffel. Im Februar 2012 holte sie in Szklarska Poręba mit dem 27. Platz im Sprint ihre ersten Weltcuppunkte. Dies war auch ihre beste Platzierung bei einem Weltcupeinzelrennen. Ihre besten Resultate bei den nordischen Skiweltmeisterschaften 2013 im Val di Fiemme waren der 27. Rang im Skiathlon und der neunte Platz in der Staffel und im Teamsprint. Nach den Olympischen Winterspielen 2014 in Sotschi, bei den sie den 45. Rang im 15-km-Skiathlon und den 41. Platz im Sprint belegte, beendete sie ihre Karriere.

## Erfolge

### Siege bei Continental-Cup-Rennen
| Nr. | Datum             | Ort           | Disziplin        | Serie      |
| --- | ----------------- | ------------- | ---------------- | ---------- |
| 1.  | 9. Februar 2010   | Wisla         | 10 km Freistil   | Slavic Cup |
| 2.  | 10. Dezember 2011 | Horní Mísečky | 5 km klassisch   | Slavic Cup |
| 3.  | 11. Dezember 2011 | Horní Mísečky | 7 km Freistil    | Slavic Cup |
| 4.  | 28. Januar 2012   | Wisla         | Sprint klassisch | Slavic Cup |
| 5.  | 4. Februar 2012   | Nove Mesto    | Sprint Freistil  | Slavic Cup |
| 6.  | 21. Dezember 2012 | Horní Mísečky | 5 km klassisch   | Slavic Cup |
| 7.  | 17. März 2013     | Zakopane      | 5 km Freistil    | Slavic Cup |

## Platzierungen im Weltcup

### Weltcup-Statistik
Die Tabelle zeigt die erreichten Platzierungen im Einzelnen.
- 1.–3. Platz: Anzahl der Podiumsplatzierungen
- Top 10: Anzahl der Platzierungen unter den ersten zehn
- Punkteränge: Anzahl der Platzierungen innerhalb der Punkteränge
- Starts: Anzahl gelaufener Rennen in der jeweiligen Disziplin
- Hinweis: Bei den Distanzrennen erfolgt die Einordnung gemäß FIS.

| Platzierung         | Distanzrennen a | Distanzrennen a | Distanzrennen a | Distanzrennen a | Distanzrennen a | Skiathlon Verfolgung | Sprint | Etappen- rennen b | Gesamt | Team c | Team c  |
| Platzierung         | ≤ 5 km          | ≤ 10 km         | ≤ 15 km         | ≤ 30 km         | > 30 km         | Skiathlon Verfolgung | Sprint | Etappen- rennen b | Gesamt | Sprint | Staffel |
| ------------------- | --------------- | --------------- | --------------- | --------------- | --------------- | -------------------- | ------ | ----------------- | ------ | ------ | ------- |
| 1. Platz            |                 |                 |                 |                 |                 |                      |        |                   |        |        |         |
| 2. Platz            |                 |                 |                 |                 |                 |                      |        |                   |        |        |         |
| 3. Platz            |                 |                 |                 |                 |                 |                      |        |                   |        |        |         |
| Top 10              |                 |                 |                 |                 |                 |                      |        |                   |        |        | 1       |
| Punkteränge         |                 |                 |                 |                 |                 |                      | 3      |                   | 3      | 2      | 2       |
| Starts              | 2               | 4               | 2               |                 |                 | 3                    | 11     | 1                 | 23     | 2      | 2       |
| Stand: Karriereende |                 |                 |                 |                 |                 |                      |        |                   |        |        |         |